# S**t kingz
s**t kingz（シットキングス）は、日本の4人組ダンスパフォーマンスグループ。アミューズのグループ会社であるS KAKERU所属。通称:シッキン。2007年10月結成。
グループ名には「自分たちのパフォーマンスを観たお客さんが"失禁"するぐらいすごいショーをしたい」という思いが込められている。
公式ファンクラブは「062（オムツ）」。情報を“漏れなく”キャッチできるような場にしたいというメンバーの想いから名付けられた。

## 略歴
2007年
ダンスを始めるきっかけは4人それぞれ異なる。もともと期間限定や一度きりのユニットとしてグループをつくり、度々一緒に活動することがあった関係性だったが、2007年にkazukiが4人で踊ることを持ちかけ、結成された。
2010年
アメリカ合衆国カリフォルニアで開催されたダンスコンテスト『BODY ROCK』に初出場にして、日本人として初優勝する。翌2011年も出場し、2年連続で優勝したことで、注目される。多数のアーティストの振付やバックダンサーを務め、三浦大知やBIGBANGなどとも競演する。
2011年
『BODY ROCK』に出場して、日本人初の2年連続優勝。
2013年
作・演出・振付・出演すべてをs**t kingz4人だけで務める単独公演をスタート。初公演『THIS SHOW IS s**t』は、再演を含めて5000人以上の観客を動員した。
2014年
単独公演『WEEKDAY PLAYDAY』では、初の東京・大阪公演を実現。
2016年
単独公演『Wonderful Clunker-素晴らしきポンコツ-』では漫画家のヤマザキマリを脚本に迎え、全国6都市ツアーが話題となった。
HERMESの日本発のメンズコレクション「THE NATURE OF MEN」にてパフォーマンス。
2017年
- 3月 - Sony「Motion Sonic Project」×s**t kingzで、SXSW in テキサスにてパフォーマンス。
- 4月 - 「s**t kingz talk show vol.2」を東京・大阪で開催。
- 8月 - 夏フェス「WEST GIGANTIC CITYLAND'17」に出演。
- 9月 - MBS「音舞台」に出演。金閣寺でパフォーマンス。
- 11月 - 結成10周年記念LIVEを、Billboard Live TOKYO・OSAKAにて開催。

2018年
- 7月 - アメリカの人気ダンス番組「ワールド・オブ・ダンス（シーズン２）」に出演。しかし、ジャッジのニーヨが79点、ジェニファー・ロペスが78点、デレク・ハフが80点を付けたため、予選通過の条件である平均80点以上に届かず敗退した。
- 9-11月 - 単独公演『The Library』では、アートディレクターである吉田ユニが、チラシのデザインを務め、2017年グラミー賞にノミネートされた日本人プロデューサーであるstarRoと共に主題歌をプロデュースするなど、クリエイターとのコラボレーションが注目された。

2019年
- 4月 - s**t kingzプロデュース　踊る絵本「あの扉、気になるけど」（マガジンハウス）
- 4月 - 「Amuse Fes in MAKUHARI 2019」に出演。
- 4月 - 「ARABAKI ROCK FEST.19」に出演。
- 4-5月 - 「s**t kingz talk show 2019～ダンスもあるよ！～」全国6都市開催。
- 8月 - アニメ「BUSINESS FISH」のEDテーマを振付・出演
- 9月 - 「908FESTIVAL 2019」に出演
- 11月 - FNS「27時間テレビ～日本のスポーツは強い！～」のメイン企画「ダンスができない7ティーチャーズ」の出演・振付・演出を担当。
- 12月 - 東京・大阪で「メリーオドリマX'mas」を開催し約1万人を動員。

2020年
- 6月 - 初のLIVE STREAMING DANCE SHOW「NAMA!HO!SHOW!!vol.1」を開催。全世界12の国と都市からの視聴で話題を呼んだ。
- 8月 - 2回目のLIVE STREAMING DANCE SHOW「NAMA!HO!SHOW!!vol.2～ON&OFF～」を開催。
- 11月 - 1年ぶりとなるリアルイベント「NAMA!HO!SHOW!!を一緒にみまSHOW!!」をLINE CUBE SHIBUYAで開催。

2021年
1月27日に全曲オリジナル楽曲で作り上げるダンス映像アルバム『FLYING FIRST PENGUIN』を発売。
大晦日、日本武道館で開催の『ももいろ歌合戦』（BS日テレ・ニッポン放送・ABEMAなどが生中継）へ初出場。
2023年
10月25日、日本武道館で結成15周年の初単独ライブ「THE s**t」を開催。
2024年
7月27日・28日に初の主催フェス「s**t kingz Fes 2024 ももたろう」を横浜BUNTAIで開催。

## メンバー
| ダンサーネーム    | 本名                         | 生年月日               | 出身地   | 血液型 | 言語        | 備考     |
| ----------------- | ---------------------------- | ---------------------- | -------- | ------ | ----------- | -------- |
| shoji（ショージ） | 持田 将史（もちだ しょうじ） | 1984年10月20日（40歳） | 神奈川県 | A型    | 日本語/英語 | リーダー |
| kazuki（カズキ）  | 濱本 和樹（はまもと かずき） | 1986年9月24日（38歳）  | 神奈川県 | B型    | 日本語      |          |
| NOPPO（ノッポ）   | 増田 昇太（ますだ しょうた） | 1986年8月19日（38歳）  | 神奈川県 | A型    | 日本語      |          |
| Oguri（オグリ）   | 小栗 基裕（おぐり もとひろ） | 1987年1月6日（38歳）   | 東京都   | A型    | 日本語/英語 |          |

## 人物・エピソード
ダンスを始めたきっかけ
- shoji - 運動神経が悪いほうで、ダンスをやりたいことを周囲に言い出せなかったが、周囲に自分を知る人がいなくなった大学入学がきっかけ。
- kazuki - 隣町のエアロビクス教室でヒップホップジャンルが開設されたこと。
- NOPPO - 小学4年生のときに妹が通っているダンス教室に見学に行ったこと。初めてステージに立ったのは、2007年KREVAの意味深ツアー。
- Oguri - 高校1年の時、両親から「今しかできないことをやりなさい」と言われ、興味のあったダンスを始めた。当初は大学に行くつもりはなかったが、親に大学には行けと言われ、大学に入ればダンスにのめり込んでも文句を言われないだろうと勉強し、早稲田大学政治経済学部に入学、卒業した。

## ディスコグラフィ

### 映像作品
| 発売日        | タイトル                     | 規格品番   |
| ------------- | ---------------------------- | ---------- |
| 2019年7月17日 | 舞台「The Library」          | ASBD-1226  |
| 2021年7月14日 | NAMA!HO!SHOW!!               | ASBD-1253  |
| 2022年3月16日 | 2021 s**t kingz COMPLETE BOX | ASBDP-1266 |
| 2023年3月29日 | HELLO ROOMIES!!!             | ASBD-1279  |

## ミュージックビデオ
| 公開日         | タイトル                                     | リンク      | 監督        | 備考               |
| -------------- | -------------------------------------------- | ----------- | ----------- | ------------------ |
| 2020年8月25日  | 足取り feat.大石晴子                         | [ 動画 1 ]  | 小原穣      | NOPPOプロデュース  |
| 2020年8月25日  | Too hard to choose feat.MARTER               | [ 動画 2 ]  | 小原穣      | shojiプロデュース  |
| 2020年8月25日  | On my side feat.isse                         | [ 動画 3 ]  | 小原穣      | kazukiプロデュース |
| 2020年8月25日  | I won’t say good bye feat.KAIKI              | [ 動画 4 ]  | 小原穣      | Oguriプロデュース  |
| 2020年9月26日  | Haze feat.Shin Sakiura × ぷにぷに電機        | [ 動画 5 ]  | 小原穣      |                    |
| 2020年10月28日 | I'll be there feat.S.N.A                     | [ 動画 6 ]  | 針生悠伺    |                    |
| 2020年11月28日 | Oh s**t!! feat. SKY-HI                       | [ 動画 7 ]  | 松永健太郎  |                    |
| 2020年12月24日 | FFP feat.C&K                                 | [ 動画 8 ]  | 小原穣      |                    |
| 2021年8月30日  | えがお! feat.PES                             | [ 動画 9 ]  | 小原穣      |                    |
| 2022年3月31日  | 心躍らせて feat.上野大樹                     | [ 動画 10 ] | 針生悠伺    |                    |
| 2022年8月2日   | TRASH TALK feat.Novel Core                   | [ 動画 11 ] | 針生悠伺    |                    |
| 2023年4月26日  | 衝動DO feat.在日ファンク                     | [ 動画 12 ] | 小原穣      |                    |
| 2023年7月8日   | No End feat.三浦大知                         | [ 動画 13 ] | 小原穣      |                    |
| 2023年7月26日  | KID feat.LEO（ALI）                          | [ 動画 14 ] | UDO         | kazukiプロデュース |
| 2023年8月5日   | Bright feat.渡辺大知                         | [ 動画 15 ] | Aimi        | Oguriプロデュース  |
| 2023年8月12日  | Get on the floor feat. MaL,ACHARU & DREAD MC | [ 動画 16 ] | ISSEI       | shojiプロデュース  |
| 2023年8月19日  | Live like you’re dancing feat.ZIN            | [ 動画 17 ] | Riki Yasuno | NOPPOプロデュース  |

## 舞台・LIVE

### s**t kingz
- 2013「THIS SHOW IS s**t」
- 2014「WEEKDAY PLAYDAY」
- 2016「Wonderful Clunker」
- 2017「10th anniversary show in Billboard Live」
- 2018「The Library」
- 2019「メリーオドリマX’mas」
- 2020「s**t kingz Talk Show 2020 「シッキンの部屋」~ダンスもあるよ！」※新型コロナウイルスの影響で中止
- 2020「HELLO ROOMIES!!」※新型コロナウイルスの影響で延期
- 2020「s**t kingz presents NAMA! HO! SHOW!-Live streaming dance show-」
- 2020「s**t kingz Live streaming dance show「NAMA!HO!SHOW!!～ON&OFF～」
- 2021「s**t kingz New Year Event 2021 「シッキンの部屋」～ダンスもあるよ！～ 」※新型コロナウイルスの影響で中止
- 2021「s**t kingz Dance Live 2021〜ダンスが好きなただの変人〜」
- 2022「2022 Talk Show & Workshop Tour」
- 2022「超踊る喜劇『HELLO ROOMIES!!!』」
- 2023「s**t kingz Dance Live Tour 2023『踊ピポ』」
- 2023「s**t kingz Dance Live in 日本武道館『THE s**t』」
- 2025「See」[15]

### 持田将史・小栗基裕
- 2019「My friend Jekyll」＠スパイラルホール　上演台本・演出：瀬戸山美咲
- 2021「My friend Jekyll」（再演）＠【東京】シアタートラム【大阪】ABCホール　上演台本・演出：瀬戸山美咲
- 2023「ある都市の死」＠【東京】草月ホール【大阪】サンケイホールブリーゼ

### Oguri（小栗基裕）
- 2020 ブロードウェイ・ミュージカル「West Side Story」 season3 ベルナルド役　※新型コロナウイルスの影響で中止
- 2022 音楽劇「クラウディア」 Produced by 地球ゴージャス【東京】東京建物 Brillia HALL、【大阪】森ノ宮ピロティホール　毘子蔵(ヒコゾウ)役　Wキャスト
- 2024 劇団papercraft新作公演「空夢」＠すみだパークシアター倉
- 球体の球体（2024年9月14日 - 29日、シアタートラム）[16]
- 未練の幽霊と怪物-「珊瑚」「円山町」-（2026年2月14日 - 3月〈予定〉、KAAT神奈川芸術劇場 大スタジオ 他） - 主演・シテ 役[17]

### NOPPO
- 2024「GOOFY〜マヌケな 2 人の間で」＠横浜赤レンガ倉庫1号館

### kazuki・NOPPO
- 2021「コントライブ『お前、だれ!?』」

## 出演

### テレビ番組

#### s**t kingz
- ももいろ歌合戦
- スッキリ（日本テレビ）
- FNS27時間テレビ にほんのスポーツは強いっ！（フジテレビ）- グランドフィナーレ「ダンスができない7ティーチャーズ」演出・振付
- 関ジャム 完全燃SHOW（テレビ朝日） - 不定期出演
- あさイチ（NHK総合）
- FNS歌謡祭（2020年、フジテレビ） - ナオト・インティライミとのコラボパフォーマンス）
- 東京03 in UNDERDOGS -今日は負けたけど、明日は絶対勝つ-（BSフジ）
- 中居正広のダンスな会（2022年、テレビ朝日）
- バズリズム02（日本テレビ）
- 櫻井・有吉 THE夜会（TBSテレビ）
- 行列のできる法律相談所（日本テレビ）
- 音楽の日（2023年、TBSテレビ）
- ラヴィット!（2024年1月9日 - 3月26日、TBSテレビ）「ラヴィット!ファミリー」火曜シーズンレギュラー

#### shoji（テレビ番組）
- 小峠英二のなんて美だ！（TOKYO MX）
- 有吉ゼミ（日本テレビ）
- 歌唱王（2022年、日本テレビ） - 審査員

#### kazuki（テレビ番組）
- THE DANCE DAY（2022年、日本テレビ） - 審査員
- 一樹と和樹（テレビ東京）
- しゃべくり007（2019年4月15日）

#### NOPPO（テレビ番組）
- 天才てれびくんhello,（NHK Eテレ） - バックドアーズ 役
- よ〜い ドン！（関西テレビ）

### テレビドラマ

#### 持田将史（shoji）
- 半沢直樹（2020年、TBS） - 原田浩平 役[18]
- 連続テレビ小説 エール（2020年、NHK） - 初田功 役[19]
- 大豆田とわ子と三人の元夫 第9話（2021年6月8日、フジテレビ） - 萬田 役
- 教祖のムスメ（2022年6月3日 - 7月15日、MBS） - 山下刑事 役
- 5分後に意外な結末（2022年9月22日 - 10月13日、読売テレビ・日本テレビ）
- 夫を社会的に抹殺する5つの方法（2023年1月10日 - 3月15日、テレビ東京） - 長澤光太郎 役
- Maybe 恋が聴こえる 第9話 - （2023年10月30日 - 12月22日、TBS） - YOSHI 役[20]
- Believe-君にかける橋-（2024年4月25日 - 、テレビ朝日） - 赤塚力 役[21]
- 3000万（2024年10月5日〈予定〉 - 、NHK総合・NHK BSプレミアム4K） - 初山譲 役[22]

#### 増田昇太（NOPPO）
- キワドい2人-K2- 池袋署刑事課 神崎・黒木 第3話（2020年9月25日、TBS）[23]
- ボイスII 110緊急指令室（2021年7月10日 - 9月25日、日本テレビ） - 重藤雄二 役[24]
- 卒業式に、神谷詩子がいない（2022年2月27日 - 3月27日、日本テレビ） - 谷口先生 役
- 金田一少年の事件簿 第9話 - 最終話（2022年6月27日 - 7月3日、日本テレビ） - 城龍也 役
- すきすきワンワン!（2023年1月24日 - 3月28日、日本テレビ） - 月野瞬 役
- ACMA:GAME アクマゲーム 第5話 - 最終話（2024年5月5日 - 6月9日、日本テレビ） - 毛利明 役[25][26]

#### 小栗基裕（Oguri）
- 連続テレビ小説 ブギウギ（2023年11月6日 - 、NHK） - 中山史郎 役[27]
- アンチヒーロー 第3話（2024年4月28日、TBS） - 三上店長 役[28][29]

### 映画

#### Oguri（小栗基裕）
- 孤狼の血 LEVEL2（2021年8月20日公開、東映） - 戸倉毅 役
- 日本一の夕暮れを、大切な人と観に行くドライブって、エモくない?（2023年、TVer） - ヒカル 役

#### 増田昇太（NOPPO）
- 劇場版ACMA:GAME 最後の鍵（2024年10月25日公開予定、東宝） - 毛利明 役[30]

### ラジオ
- 踊る門には福来たる（2018年5月7日 - 2019年3月26日　FMヨコハマ）
- s**t kingzのダンサーだってしゃべりたい!（2020年4月7日 - 2021年9月28日、11月14日 - 　TOKYO FM）

### MV

#### s**t kingz
- 三浦大知 - 「Right Now」「GO FOR IT」「Good Sign」「Unlock」「Cry & Fight」「(RE)PLAY」「I'm Here」

#### shoji
- 三浦大知 - 「Look what you did」

#### kazuki
- 三浦大知 - 「Lullaby」「Drama」「Turn Off The Light」「Black Hole」「Two Hearts」「Twinkle Shiny Star」「Yes & No」「U」

#### NOPPO
- 三浦大知 - 「Inside Your Head」「Your Love feat.KREVA」「Lullaby」「Drama」「Turn Off The Light」「Black Hole」「Two Hearts」「Twinkle Shiny Star」「Yes & No」「Look what you did」「U」「新呼吸」

### Oguri
- 三浦大知 - 「Turn Off The Light」「Black Hole」「Look what you did」「EXCITE」「U」

## 出版
- 絵本「あの扉、気になるけど」（マガジンハウス）

s**t kingz初プロデュースの踊る絵本。物語を読み進む中で、QRコードよりストーリーのシーンをダンスで表現したムービーを見る事ができる。

## 振付楽曲/コレオグラフィー

### s**t kingz
- BoA - 「BoA THE LIVE 2010 X'mas」「BoA THE LIVE 2011 X'mas」
- BLACKPINK - 「DDU-DU DDU-DU（一部参加）」
- B1A4 - 「HAPPY DAYS」
- CROSS GENE - 「sHi-tai!」「Mr. Secret」「Black or White」
- Da-iCE - 「FAKE ME FAKE ME OUT」
- EXO - 「Coming Over」「History」「Lotto」「Love Me Right」
- Hey! Say! JUMP - 「AinoArika」「Ride With Me」「明日へのYELL」「切なさ、ひきかえに」「ファンファーレ!」
- Kis-My-Ft2 - 「Get Ready （千賀健永）」「Gravity」「Kiss魂」
- NCT U - 「The 7th Sense」
- PENTAGON - 「SHA LA LA」
- Sexy Zone - 「ROCK THA TOWN」「忘れられない花」
- SHINee -「Dazzling Girl」「DxDxD」「LUCKY STAR」
- SMROOKIES - 「SR15B_0701」「SR15B_BASSBOT」
- SUPER JUNIOR -「SPY」
- SUPER JUNIOR-D&E -「SKELETON」「MOTORCYCLE」
- Toheart（英語版） - 「Delicious」
- Travis Japan - 「T.G.I. Friday Night」[31]
- V6 - 「Maybe」「Sky's The Limit」「SP “Break The Wall” feat.V6 & ☆Taku Takahashi(m-flo)」「Supernova」「雨[32]」
- WINNER - 「AH YEAH」「HELLO」
- 三浦大知 - 「I'm Here」（本人と共作）
- アニメ『BUSINESS FISH』 - BUSINESS FISH feat.植木等(ラップ：DOTAMA)
- アニメ『ガールズ&パンツァー』実写ダンスムービー
- Eテレ『天才てれびくんHello,』エンディングテーマ曲「ハローハロー」

### shoji
- AAA - 「Believe own way」「Eighth Wonder」「ID」「LIFE」「LOVER」「NEW」「SAILING」「Next Stage」
- Da-iCE - 「Back To The Future」「BILLION DREAMS」「CITRUS」「Fashionable」「Noise」「Phoenix」「Stand」「SHOUT IT OUT」「エビバディ」「雲を抜けた青空」「ハッシュハッシュ」「DREAMIN'ON」「SiX」「Kartell」「DOSE」「Promise」「スターマイン」「Answers」
- mihimaru GT - 「Future Language」「SURVIVOR」
- MR.MR - 「Everything」「GOOD TO BE BAD」「ROCK this WØRLD」
- Shuta Sueyoshi - 「to.ri.ca.go」「灯蛾」
- SKE48 - 「恋落ちフラグ」「あの頃の君を見つけた」
- WEST. - 「Big Shot!!」「黎明[33]」「AS ONE[34]」
- 呉氏（呉市公式PRマスコットキャラクター） - 「呉ー市ー GONNA 呉ー市ー[35]」
- むすめん。 - 「Chameleon Color」
- =LOVE - 「ウィークエンドシトロン」「あの子コンプレックス」「Be Selfish」「この空がトリガー」「ナツマトペ」「ラストノートしか知らない」「恋人以上、好き未満」
- 櫻坂46 - 「ジャマイカビール」「断絶」「僕たちのLa vie en rose」
- 小林由依-「君がサヨナラ言えたって...」
- EXILE - 「One Nation」「BE THE ONE」
- FAKY - 「Rock, Paper, Scissors」
- edhiii boi, RUI, TAIKI - 「Nightmare」
- ≒JOY - 「≒JOY」
- 山本彩 - 「Don’t hold me back」
- SKY-HI - 「MISSON」
- MAZZEL - 「MISSON」
- Aぇ! group - 「《A》BEGINNING[36]」「Gotta Be[37]」
- FANTASTICS from EXILE TRIBE vs KID PHENOMENON from EXILE TRIBE - 「TurquoiseSun&PinkPurpleMoon」
- GENIC- 「IT'S SHOWTIME」「ぎゅっと」
- 乃木坂46 - 「キスのシルエット」

### kazuki
- AAA - 「Charge & Go!」「DEJAVU」「No cry No more」「Love Is In The Air」「SHOUT & SHAKE」「愛してるのに、愛せない」「涙のない世界」「MAGIC」
- BE:FIRST - 「Scream」「Move on」
- DA PUMP - 「Soldiers～慈しむ者たち～」
- Da-iCE - 「Chocolate Sympathy」「what you say（NOPPOと共作）」「SUPER FICTION casts SKY-HI」「TIME COASTER」「Limits」「FANTASY」「もう一度だけ」
- DISH// - 「クイズ！恋するキンコンカン！」
- E-girls - 「Pink Champagne」「Tomorrow will be a good day」
- EXIT - 「I got it get it feat.Da-iCE」
- EXO-CBX - 「Watch Out」「Off The Wall」「KING and Queen」
- Hey! Say! JUMP - 「Muah Muah」「My Girl （山田涼介・有岡大貴）」「恋をするんだ」
- lol - 「perfect summer」「サヨナラの季節」「play back」「nanana」「アイタイキモチ」「blue ocean」「party up!!」「bye bye」「Baby tonight”」
- mihimaru GT - 「気分上々↑↑」「I SHOULD BE SO LUCKY」「俄然Yeah!」
- Nissy - 「どうしようか?」「Gift」「Never Stop」「Playing With Fire」「ハプニング」「Aquarium」「KISS&DIVE」「SPACESHIP」「NA」「Affinity」「The Eternal Live」「トリコ」「まだ君は知らない MY PRETTIEST GIRL」「Get You Back （RIEHATAと共作）」「Say Yes （RIEHATAと共作）」
- OWV - 「UBA UBA」「Gamer」
- ORβIT - 「UNIVERSE」
- Ryosuke Yamada - 「RED」[38]
- Ryubi Miyase - 「Ms.Playlist」[39]
- Takahiro Nishijima & Shinjiro Atae (AAA) - 「Dangerous Gamble」
- Shuta Sueyoshi - 「I'M YOUR OWNER」
- SMAP - 「$10 (-saikou de saikou no CONCERT TOUR-)」「ダイナマイト (-saikou de saikou no CONCERT TOUR-)」「The Future (-saikou de saikou no CONCERT TOUR-)」
- THE FIRST - 「Move On」
- V6 - 「Timeless」「Can't Get Enough」
- WEST. - 「W trouble[40]」「FICTION[41]」
- 板野友美 - 「COME PARTY!」
- 木村拓哉 - 「One and Only」「I’ll be there」「Head Shot[42]」「Unique【LIVE振付】」「New Start【LIVE振付】」「Style【LIVE振付】」
- 超特急 - 「Christmasメドレー (X'mas LIVE2014)」「Fashion」「Time of GOLD」「Time Wave」「No.1 (X'mas LIVE2014)」「STYLE (X'mas LIVE2014)」「Winter Show」「スターダスト LOVE TRAIN」「Добрый день（Show-heyと共作）」「超越マイウェイ」
- 東方神起 - 「SWEAT」「NO? (WITH TOUR)」「T-style (TIME TOUR)」
- 三浦大知 - 「Elevator（NOPPOと共作）」「MAKE US DO」
- ANO AIHARA - 「lighthouse」
- YouTube『Win Win Wiiin』オープニング映像第2弾 - 「Let me tell you now (feat. Zinee)（Show-heyと共作）」
- ØMI - 「SHINE」
- Snow Man - 「W[43]」
- SKY-HI & Nissy - 「SUPER IDOL」
- 大森元貴 - 「絵画[44]」

### NOPPO
- AAA - 「Flavor of kiss」「風に薫る夏の記憶」「さよならの前に」
- BE:FIRST - 「Shining One」｢Betrayal Game」
- BoA - 「WOO WEEKEND」「Fallin'」「EASY」
- Da-iCE - 「WATCH OUT」「TOKI」「REASON」「せつなくて」「Did you know」「What You Say（kazukiと共作）」「Flight away」「わるぐち」「一生のお願い」「FAKESHOW」「TWO AS ONE」「liveDevil feat.木村昴」「ダンデライオン」
- EXILE - 「PARADOX」
- EXILE THE SECOND - 『LIVE×ONLINE』オープニング
- EXILE THE SECOND＆EXILE TAKAHIRO - 「Choo Choo Train」
- EXO-CBX - 「Play Date」
- E-girls - 「あいしてると言ってよかった」
- FAKY - 「It's a small world」
- 関ジャニ∞ - 「ひとりにしないよ[45]」
- King & Prince - 「Bounce[46]」「What We Got 〜奇跡はきみと〜[47]」
- Night Ravens - 「Piece of my world」
- Nissy - 「Addicted」「愛tears」「Double Trouble」
- mihimaru GT - 「ギリギリHERO」
- SHINJIRO ATAE - 「Reunited」
- ShuuKaRen - 「UNIVERSE」
- Shuta Sueyoshi - 「SO-RE-NA」「Run Away」「HACK」
- Shuta Sueyoshi・SHINJIRO ATAE - 「First Name」
- SKY-HI - 「Count Down」「Limo」「2359」「chit-chit-chat」「明日晴れたら」
- Snow Man - 「オレンジkiss[48]」
- Travis Japan - 「Say I do[49]」
- V6 - 「GUILTY」「never」「Remember your love」
- WATWING - 「Only One Life」
- w-inds. - 「TIME TO GET DOWN」
- 村松崇継 - 「We'll be together」
- 三浦大知 - 「Elevator（kazukiと共作）」「FEVER」
- 三浦春馬 - 「Fight for your heart（2019年FNS歌謡祭LIVEパフォーマンス）」
- MONDO GROSSO / IN THIS WORLD feat. 坂本龍一［Vocal：満島ひかり］
- INI - 「New Day」
- GENERATIONS from EXILE TRIBE - 「チカラノカギリ」「ワンダーラスト」
- FANTASTICS from EXILE TRIBE - 「Summer Bike」
- Number i - ｢Blow Your Cover[50]｣

### Oguri
- AAA - 「Lil' Infinity」
- BUGVEL - 「bad guy」
- Da-iCE - 「New day」「CRAZY ALL MY LIFE」「この曲のせい」「Every Season」「HELLO」「トニカクHEY」「DATE」「ハイボールブギ」
- DISH// - 「It's alright」「Never stop now!」「I Can Hear」「晴れるYA！」「TENKOUSEI」「恋するSPY」「FREAK SHOW」「FLAME」「GRAND HAPPY」「キット」「KLAP」「THE PHANTOM」「大人のオトコ」「Loop.」「No One Else」
- King & Prince - 「なにもの[51]」
- Lead - 「strings」
- Nissy - 「DANCE DANCE DANCE」「The Days」
- mihimaru GT - 「Bon Voyage」「Switch」
- SKY-HI - 「Bitter Dream」「Blue Monday」「Don’t Worry Baby Be Happy feat. STAMP」「One Night Boogie」「Snatchaway」「Stray Cat」「Role Playing Soldier」
- Shuta Sueyoshi feat. ISSA - 「Over "Quartzer"」
- THE FIRST - 「Be Free」
- WHYTE - 「Cry for yourself」
- 関ジャニ∞ - 「Black of night」
- 魏巡 - 「姿態」
- 清原果耶 - 「君に見せる景色」
- 宝塚歌劇団 花組公演 - 「BEAUTIFUL GARDEN～百花繚乱～」
- 平間壮一 - イベント『Ｓ×？』vol.1（振付/出演）
- 柚希礼音 - REON YUZUKI one-man show Musical『LEMONADE』（一部振付）
- 龍雅-Ryoga- - 「Believe In Magic」「New Beginning」
- 三代目 J SOUL BROTHERS from EXILE TRIBE - 「TONIGHT」
- INTO1 - 「The Storm Center」
- GENERATIONS from EXILE TRIBE - 「Unchained World」
- 岩田剛典 - 「Ready?」
- BE:FIRST - 「Softly」
- 三浦大知 - 「いつしか（本人と共作）」

## LIVE演出

### shoji
- Shuta Sueyoshi - LIVE TOUR 2018-JACK IN THE BOX-
- Shuta Sueyoshi - LIVE TOUR 2019-WONDER HACK-
- EXO - PLANET #5 - EXplOration -
- EXO-CBX - MAGICAL CIRCUS” TOUR
- EXO-CBX - MAGICAL CIRCUS” 2019 -Special Edition-

### kazuki
- EXO - PLANET #5 - EXplOration -
- EXO-CBX - MAGICAL CIRCUS” TOUR
- EXO-CBX - MAGICAL CIRCUS” 2019 -Special Edition-
- Nissy - Nissy Entertainment 1st LIVE
- Nissy - Nissy Entertainment 2nd LIVE
- Nissy - Nissy Entertainment 2nd LIVE -FINAL- in TOKYO DOME
- Nissy - Nissy Entertainment "5th Anniversary" BEST DOME TOUR
- 木村拓哉 - TAKUYA KIMURA Live Tour 2020 Go with the Flow
- 木村拓哉 - TAKUYA KIMURA Live Tour 2024 SEE YOU THERE

### 動画
1. ↑  シットキングス s**t kingz (2020-08-25), 「足取り feat.大石晴子」NOPPO 2023年11月10日閲覧。
2. ↑  シットキングス s**t kingz (2020-08-25), 「Too hard to choose feat.MARTER」shoji 2023年11月10日閲覧。
3. ↑  シットキングス s**t kingz (2020-08-25), 「On my side feat.issei」kazuki 2023年11月10日閲覧。
4. ↑  シットキングス s**t kingz (2020-08-25), 「I won’t say good bye feat.KAIKI」Oguri 2023年11月10日閲覧。
5. ↑  シットキングス s**t kingz (2020-09-26), 「Haze feat.Shin Sakiura × ぷにぷに電機」 s**t kingz 2023年11月10日閲覧。
6. ↑  シットキングス s**t kingz (2020-10-28), 「I'll be there feat.S.N.A」s**t kingz 2023年11月10日閲覧。
7. ↑  シットキングス s**t kingz (2020-11-28), 「Oh s**t!! feat. SKY-HI」s**t kingz 2023年11月10日閲覧。
8. ↑  シットキングス s**t kingz (2020-12-24), 「FFP feat.C&K」 s**t kingz 2023年11月10日閲覧。
9. ↑  シットキングス s**t kingz (2021-08-30), 「えがお! feat.PES」 2023年11月10日閲覧。
10. ↑  シットキングス s**t kingz (2022-03-31), 「心躍らせて feat.上野大樹」 2023年11月10日閲覧。
11. ↑  シットキングス s**t kingz (2022-08-02), 「TRASH TALK feat.Novel Core」 2023年11月10日閲覧。
12. ↑  シットキングス s**t kingz (2023-04-26), 「衝動DO feat.在日ファンク」 2023年11月10日閲覧。
13. ↑  シットキングス s**t kingz (2023-07-08), 「No End feat.三浦大知」 2023年11月10日閲覧。
14. ↑  シットキングス s**t kingz (2023-07-26), 「KID feat.LEO（ALI）」kazukiプロデュース 2023年11月10日閲覧。
15. ↑  シットキングス s**t kingz (2023-08-05), 「Bright feat.渡辺大知」Oguriプロデュース 2023年11月10日閲覧。
16. ↑  シットキングス s**t kingz (2023-08-12), 「Get on the floor feat. MaL,ACHARU & DREAD MC」shojiプロデュース 2023年11月10日閲覧。
17. ↑  シットキングス s**t kingz (2023-08-19), 「Live like you’re dancing feat.ZIN」NOPPOプロデュース 2023年11月10日閲覧。